# Mohammad Irfan Ali
Mohammad Irfan Ali (1 de julio de 1984 en Hyderabad) es un cantante indio, que interpreta en hindi. Ganó el título "Jo Jeeta Wohi Super Star 2".
Fu concursante del evento "Amul STAR Voice of India" y "Sa re ga ma pa of zee TV". Hizo su debut interpretando de playback para la película "Raavan", que fue dirigida por Mani Ratnam. Interpretó un tema musical que fue un super hit titulado "Phir Mohabbat" para la película "Murder 2" protagonizada por Emraan Hashmi, en 2011. 
También fue galardonado con el mejor intérprete masculino, por su éxito titlado "Rehmat Zara" para la película titulada "Lamhaa", dirigida por "Bunty Walia".

## Discografía

### Temas en hindi
| Filme                 | Año  | Canción                                  | Compositor(es)        | Guionista(s)                | Co-cantante(s)               | Ref.   |
| --------------------- | ---- | ---------------------------------------- | --------------------- | --------------------------- | ---------------------------- | ------ |
| Raavan                | 2010 | "Behene De"                              | A.R. Rahman           | Gulzar                      | Karthik                      | [ 3 ]  |
| Lamhaa                | 2010 | "Rehmat Zara"                            | Mithoon               | Sayeed Quadri, Mithoon      | Mithoon                      | [ 4 ]  |
| Lamhaa                | 2010 | "Salaam Zindagi"                         | Mithoon               | Sayeed Quadri               | Arun Daga                    | [ 5 ]  |
| Murder 2              | 2011 | "Phir Mohabbat"                          | Mithoon               | Sayeed Quadri               | Arijit Singh, Saim Bhat      | [ 6 ]  |
| Ajab Gazabb Love      | 2012 | "Sun Soniye"                             | Sajid-Wajid           | Kausar Munir                | Antara Mitra                 | [ 7 ]  |
| Ajab Gazabb Love      | 2012 | "Sun Soniye" (Remix Version)             | Sajid-Wajid           | Kausar Munir                | Antara Mitra                 | [ 8 ]  |
| OMG: Oh My God!       | 2012 | "Tu Hi Tu"                               | Himesh Reshammiya     | Sameer                      |                              | [ 9 ]  |
| OMG: Oh My God!       | 2012 | "Tu Hi Tu" (Remix Version)               | Himesh Reshammiya     | Sameer                      | [ 10 ]                       |        |
| Ishk Actually         | 2013 | "Tum Jo Mile Ishq Me"                    | Shahdaab Bhartiya     | Sanjay Mishra               | Chandreyee Bhattacharya      | [ 11 ] |
| Ishk Actually         | 2013 | "Tum Jo Mile Ishq Me" (Male Version)     | Shahdaab Bhartiya     | Sanjay Mishra               |                              | [ 12 ] |
| Satya 2               | 2013 | "Veerani"                                | Sanjeev-Darshan       | Kumaar                      | Payel Aditiya Dev            | [ 13 ] |
| Yaariyan              | 2014 | "Baarish"                                | Mithoon               | Mithoon                     |                              | [ 14 ] |
| Yaariyan              | 2014 | "Baarish" (Remix Version)                | Mithoon               | Mithoon                     | [ 15 ]                       |        |
| The Xpose             | 2014 | "Dard Dilo Ke"                           | Himesh Reshammiya     | Sameer                      | [ 16 ]                       |        |
| The Xpose             | 2014 | "Dard Dilo Ke" (Remix Version)           | Himesh Reshammiya     | Sameer                      | Neeti Mohan                  | [ 17 ] |
| The Xpose             | 2014 | "Dard Dilo Ke" (Reprise Version)         | Himesh Reshammiya     | Sameer                      | Neeti Mohan                  | [ 18 ] |
| Angry Young Man       | 2014 | "Tere Bin Jiya"                          | Amjad-Nadeem          | Ankur Tewari, Shabbir Ahmed | Shivranjani Singh            | [ 19 ] |
| Citylights            | 2014 | "Muskurane" (Unplugged Version)          | Jeet Ganguly          | Rashmi Singh                |                              | [ 20 ] |
| Unforgettable         | 2014 | "Abhi Se Teri" (Version 1)               | Sachin Gupta          | Sachin Gupta                | [ 21 ]                       |        |
| Ek Villain            | 2014 | "Banjaara"                               | Mithoon               | Mithoon                     | [ 22 ]                       |        |
| Kick                  | 2014 | "Tu Hi Tu" (Version 1)                   | Himesh Reshammiya     | Mayur Puri                  | [ 23 ]                       |        |
| Kick                  | 2014 | "Tu Hi Tu" (Version 1 Remix)             | Himesh Reshammiya     | Mayur Puri                  | [ 24 ]                       |        |
| Kick                  | 2014 | "Hai Yehi Zindagi"                       | Meet Bros Anjjan      | Kumaar                      | [ 25 ]                       |        |
| Spark                 | 2014 | "Khwabo Mein Dekhi Thi Jo Angadayeenyan" | R.K. Dhiman           | Malvinder Jeet, K P Singh   | Yashita Sharma               | [ 26 ] |
| Luckhnowi Ishq        | 2015 | "Tu Aaina Hai Mera"                      | Raaj Aashoo           |                             |                              |        |
| Monsoon               | 2015 | "Thoda Sa"                               | Biswajit Bhatacharjee |                             |                              |        |
| Barkhaa               | 2015 | "Lafze Bayaan"                           | Amjad - Nadeem        |                             | Shreya Ghoshal               |        |
| Thoda Lutf Thoda Ishq | 2015 | "Pyar Hua Jab Tumse"                     |                       |                             |                              |        |
| Uvaa                  | 2015 | "Ishq Fobia"                             | Rashid Khan           | Bhupendra Singh             | Bhanu Pratap                 |        |
| Brothers              | 2015 | "Gaaye Jaa"                              | Ajay-Atul             | Amitabh Bhattacharya        | Shreya Ghoshal               |        |
| Prem Ratan Dhan Payo  | 2015 | "Jab Tum Chaho"                          | Himesh Reshammiya     | Irshad Kamil                | Palak Muchhal, Darshan Raval |        |
| Shaukeen Kaminay      | 2016 | "Maahi Re"                               | Dharam Dewda          | Dharam Dewda                |                              |        |

### Other languages
| Filme/Álbum                 | Año  | Canción                         | Idioma  | Compositor(es)      | Escritor(es)     | Co-cantante(s) | Ref.   |
| --------------------------- | ---- | ------------------------------- | ------- | ------------------- | ---------------- | -------------- | ------ |
| Muppozhudhum Un Karpanaigal | 2012 | "Yaar Aval Yaaro"               | tamil   | G. V. Prakash Kumar | Thamarai         |                | [ 27 ] |
| Dil Jaani                   | 2012 | "Re Mana"                       | oriya   | Abhijit Majumdar    | n/a              |                |        |
| Break Up                    | 2013 | "Vadhili Polene"                | télugu  | Indus Gharana       | Krishna Chinni   | [ 28 ]         |        |
| Ami Shudhu Cheyechi Tomay   | 2014 | "Ami Shudhu Cheyechi Tomay"     | bengalí | Savvy Gupta         | Saurav Bhadra    | [ 29 ]         |        |
| Kokhon Tomar Asbe Telephone | 2014 | "Tumio Ki Anmona" (Sad Version) | bengalí | Dabbu               | Prosen           | Aditi Paul     |        |
| Shortcut                    | 2015 | "Maula"                         | marathi | Puneet Dixit        | Puneet Dixit     |                |        |
| Agnee 2                     | 2015 | "Baanjara"                      | bengalí | Akaash              | Priyo Chatterjee |                |        |
| Aashiqui                    | 2015 | "Ei Aashiqui"                   | bengalí | Savvy Gupta         |                  | Akriti Kakar   |        |
| Angaar                      | 2016 | "Kotobaar Bojhabo Bol"          | bengalí | Akassh              | Priyo Chatterjee |                |        |
| Hero 420                    | 2016 | "Ore Priya"                     | bengalí | Savvy Gupta         | Prosen           |                |        |
| Mental                      | 2016 | "Ureche Dhulo"                  | bengalí | Dabbu               | Prosen           |                |        |